# Giro di Germania 2008
Il Giro di Germania 2008, trentaduesima edizione della corsa, valido come tredicesimo evento dell'UCI ProTour 2008, si svolse in un prologo e otto tappe dal 26 al 6 settembre 2008 per un percorso di 1 408,6 km. Fu vinto dal tedesco Linus Gerdemann, che terminò la gara in 33h 25' 18" alla media di 42,14 km/h.

## Tappe
| Tappa   | Data         | Percorso                            | km      | Vincitore di tappa   | Leader cl. generale |
| ------- | ------------ | ----------------------------------- | ------- | -------------------- | ------------------- |
| Prologo | 29 agosto    | Kitzbühel (AUT) (Cron. individuale) | 3,6     | Brett Lancaster      | Brett Lancaster     |
| 1ª      | 30 agosto    | Kitzbühel (AUT) > Fügenberg (AUT)   | 178     | Linus Gerdemann      | Linus Gerdemann     |
| 2ª      | 31 agosto    | Monaco di Baviera > Hesselberg      | 182,6   | David de la Fuente   | Linus Gerdemann     |
| 3ª      | 1º settembre | Herrieden > Wiesloch                | 214,9   | Leonardo Bertagnolli | Linus Gerdemann     |
| 4ª      | 2 settembre  | Wiesloch > Magonza                  | 174     | André Greipel        | Linus Gerdemann     |
| 5ª      | 3 settembre  | Magonza > Winterberg                | 218,4   | Gerald Ciolek        | Linus Gerdemann     |
| 6ª      | 4 settembre  | Schmallenberg > Neuss               | 188,8   | Jussi Veikkanen      | Linus Gerdemann     |
| 7ª      | 5 settembre  | Neuss > Georgsmarienhütte           | 214,3   | Stéphane Augé        | Linus Gerdemann     |
| 8ª      | 6 settembre  | Brema > Brema (Cron. individuale)   | 34      | Tony Martin          | Linus Gerdemann     |
| Totale  | Totale       | Totale                              | 1 408,6 |                      |                     |

## Squadre partecipanti
| N.    | Cod. | Squadra                 |
| ----- | ---- | ----------------------- |
| 1-8   | CSC  | Team CSC-Saxo Bank      |
| 11-17 | AST  | Astana                  |
| 21-28 | GCE  | Caisse d'Epargne        |
| 31-38 | SIL  | Silence-Lotto           |
| 41-48 | RAB  | Rabobank                |
| 51-58 | GST  | Gerolsteiner            |
| 61-68 | FDJ  | Française des Jeux      |
| 71-78 | EUS  | Euskaltel-Euskadi       |
| 81-88 | THR  | Team Columbia-High Road |
| 91-98 | C.A  | Crédit Agricole         |

| N.      | Cod. | Squadra             |
| ------- | ---- | ------------------- |
| 101-108 | ALM  | AG2R La Mondiale    |
| 111-118 | LIQ  | Liquigas            |
| 121-128 | BTL  | Bouygues Télécom    |
| 131-138 | QST  | Quick Step          |
| 141-148 | COF  | Cofidis             |
| 151-158 | MRM  | Team Milram         |
| 161-168 | LAM  | Lampre              |
| 171-178 | SDV  | Scott-American Beef |
| 181-188 | SKS  | Skil-Shimano        |
| 191-198 | VBG  | Team Volksbank      |

## Dettagli delle tappe

### Prologo
- 29 agosto: Kitzbühel (Austria) – Cronometro individuale – 3,6 km

Risultati
| Pos. | Corridore       | Squadra     | Tempo |
| ---- | --------------- | ----------- | ----- |
| 1    | Brett Lancaster | Team Milram | 3'59" |
| 2    | Gustav Larsson  | CSC-Saxo    | s.t.  |
| 3    | Gerald Ciolek   | Columbia    | a 2"  |

| Pos. | Corridore       | Squadra     | Tempo |
| ---- | --------------- | ----------- | ----- |
| 1    | Brett Lancaster | Team Milram | 3'59" |
| 2    | Gustav Larsson  | CSC-Saxo    | s.t.  |
| 3    | Gerald Ciolek   | Columbia    | a 2"  |

### 1ª tappa
- 30 agosto: Kitzbühel (Austria) > Fügenberg (Austria) – 178 km

Risultati
| Pos. | Corridore       | Squadra  | Tempo    |
| ---- | --------------- | -------- | -------- |
| 1    | Linus Gerdemann | Columbia | 4h42'54" |
| 2    | Thomas Löfkvist | Columbia | a 16"    |
| 3    | Janez Brajkovič | Astana   | s.t.     |

| Pos. | Corridore       | Squadra  | Tempo    |
| ---- | --------------- | -------- | -------- |
| 1    | Linus Gerdemann | Columbia | 4h46'57" |
| 2    | Thomas Löfkvist | Columbia | a 17"    |
| 3    | Janez Brajkovič | Astana   | a 20"    |

### 2ª tappa
- 31 agosto: Monaco di Baviera > Hesselberg - 182,6 km

Risultati
| Pos. | Corridore          | Squadra         | Tempo    |
| ---- | ------------------ | --------------- | -------- |
| 1    | David de la Fuente | Scott           | 3h48'38" |
| 2    | Pietro Caucchioli  | Crédit Agricole | a 2"     |
| 3    | Thomas Löfkvist    | Columbia        | s.t.     |

| Pos. | Corridore       | Squadra  | Tempo    |
| ---- | --------------- | -------- | -------- |
| 1    | Linus Gerdemann | Columbia | 8h35'37" |
| 2    | Thomas Löfkvist | Columbia | a 17"    |
| 3    | Janez Brajkovič | Astana   | a 20"    |

### 3ª tappa
- 1º settembre: Herrieden > Wiesloch - 214,9 km

Risultati
| Pos. | Corridore            | Squadra      | Tempo    |
| ---- | -------------------- | ------------ | -------- |
| 1    | Leonardo Bertagnolli | Liquigas     | 5h20'34" |
| 2    | Rigoberto Urán       | C. d'Epargne | s.t.     |
| 3    | Thomas Löfkvist      | Columbia     | s.t.     |

| Pos. | Corridore       | Squadra  | Tempo     |
| ---- | --------------- | -------- | --------- |
| 1    | Linus Gerdemann | Columbia | 13h56'11" |
| 2    | Thomas Löfkvist | Columbia | a 17"     |
| 3    | Janez Brajkovič | Astana   | a 20"     |

### 4ª tappa
- 2 settembre: Wiesloch > Magonza – 174 km

Risultati
| Pos. | Corridore      | Squadra      | Tempo    |
| ---- | -------------- | ------------ | -------- |
| 1    | André Greipel  | Columbia     | 3h59'37" |
| 2    | Robbie McEwen  | Silence      | s.t.     |
| 3    | Robert Förster | Gerolsteiner | s.t.     |

| Pos. | Corridore       | Squadra  | Tempo     |
| ---- | --------------- | -------- | --------- |
| 1    | Linus Gerdemann | Columbia | 17h55'48" |
| 2    | Thomas Löfkvist | Columbia | a 17"     |
| 3    | Janez Brajkovič | Astana   | a 20"     |

### 5ª tappa
- 3 settembre: Magonza > Winterberg – 218,4 km

Risultati
| Pos. | Corridore            | Squadra  | Tempo    |
| ---- | -------------------- | -------- | -------- |
| 1    | Gerald Ciolek        | Columbia | 5h39'35" |
| 2    | Rubens Bertogliati   | Scott    | s.t.     |
| 3    | Leonardo Bertagnolli | Liquigas | s.t.     |

| Pos. | Corridore       | Squadra  | Tempo     |
| ---- | --------------- | -------- | --------- |
| 1    | Linus Gerdemann | Columbia | 23h35'23" |
| 2    | Thomas Löfkvist | Columbia | a 17"     |
| 3    | Janez Brajkovič | Astana   | a 20"     |

### 6ª tappa
- 4 settembre: Schmallenberg > Neuss – 188,8 km

Risultati
| Pos. | Corridore        | Squadra      | Tempo    |
| ---- | ---------------- | ------------ | -------- |
| 1    | Jussi Veikkanen  | F. des Jeux  | 4h17'22" |
| 2    | Maksim Iglinskij | Astana       | s.t.     |
| 3    | Thierry Hupond   | Skil-Shimano | s.t.     |

| Pos. | Corridore       | Squadra  | Tempo     |
| ---- | --------------- | -------- | --------- |
| 1    | Linus Gerdemann | Columbia | 27h54'45" |
| 2    | Thomas Löfkvist | Columbia | a 17"     |
| 3    | Janez Brajkovič | Astana   | a 20"     |

### 7ª tappa
- 5 settembre: Neuss > Georgsmarienhütte – 214,3 km

Risultati
| Pos. | Corridore      | Squadra      | Tempo    |
| ---- | -------------- | ------------ | -------- |
| 1    | Stéphane Augé  | Cofidis      | 4h45'33" |
| 2    | Thierry Hupond | Skil-Shimano | s.t.     |
| 3    | Mauro Da Dalto | Liquigas     | s.t.     |

| Pos. | Corridore       | Squadra  | Tempo     |
| ---- | --------------- | -------- | --------- |
| 1    | Linus Gerdemann | Columbia | 32h44'12" |
| 2    | Thomas Löfkvist | Columbia | a 17"     |
| 3    | Janez Brajkovič | Astana   | a 20"     |

### 8ª tappa
- 6 settembre: Brema > Brema – Cronometro individuale – 34 km

Risultati
| Pos. | Corridore      | Squadra  | Tempo  |
| ---- | -------------- | -------- | ------ |
| 1    | Tony Martin    | Columbia | 39'49" |
| 2    | Bert Grabsch   | Columbia | a 34"  |
| 3    | Gustav Larsson | CSC-Saxo | a 48"  |

| Pos. | Corridore       | Squadra  | Tempo     |
| ---- | --------------- | -------- | --------- |
| 1    | Linus Gerdemann | Columbia | 33h25'18" |
| 2    | Thomas Löfkvist | Columbia | a 52"     |
| 3    | Janez Brajkovič | Astana   | a 1'34"   |

## Evoluzione delle classifiche
| Tappa              | Vincitore             | Classifica generale Maglia gialla | Classifica a punti Maglia nera | Classifica scalatori Maglia a pois | Classifica giovani Maglia bianca | Classifica a squadre |
| ------------------ | --------------------- | --------------------------------- | ------------------------------ | ---------------------------------- | -------------------------------- | -------------------- |
| Prol.              | Brett Lancaster       | Brett Lancaster                   | Brett Lancaster                | non assegnata                      | Gerald Ciolek                    | Team Milram          |
| 1ª                 | Linus Gerdemann       | Linus Gerdemann                   | Linus Gerdemann                | Daniel Musiol                      | Thomas Löfkvist                  | Astana               |
| 2ª                 | David de la Fuente)   | Linus Gerdemann                   | Linus Gerdemann                | Daniel Musiol                      | Thomas Löfkvist                  | Astana               |
| 3ª                 | Leonardo Bertagnolli) | Linus Gerdemann                   | Thomas Löfkvist                | Daniel Musiol                      | Thomas Löfkvist                  | Astana               |
| 4ª                 | Gerald Ciolek         | Linus Gerdemann                   | Thomas Löfkvist                | Daniel Musiol                      | Thomas Löfkvist                  | Astana               |
| 5ª                 | André Greipel         | Linus Gerdemann                   | Thomas Löfkvist                | Daniel Musiol                      | Thomas Löfkvist                  | Astana               |
| 6ª                 | Jussi Veikkanen       | Linus Gerdemann                   | Thomas Löfkvist                | Daniel Musiol                      | Thomas Löfkvist                  | Astana               |
| 7ª                 | Stéphane Augé         | Linus Gerdemann                   | Thomas Löfkvist                | Daniel Musiol                      | Thomas Löfkvist                  | Liquigas             |
| 8ª                 | Tony Martin           | Linus Gerdemann                   | Thomas Löfkvist                | Daniel Musiol                      | Thomas Löfkvist                  | Scott-American Beef  |
| Classifiche finali | Classifiche finali    | Linus Gerdemann                   | Thomas Löfkvist                | Daniel Musiol                      | Thomas Löfkvist                  | Scott-American Beef  |

## Classifiche finali

### Classifica generale - Maglia gialla
| Pos. | Corridore         | Squadra         | Tempo     |
| ---- | ----------------- | --------------- | --------- |
| 1    | Linus Gerdemann   | Columbia        | 33h25'18" |
| 2    | Thomas Löfkvist   | Columbia        | a 52"     |
| 3    | Janez Brajkovič   | Astana          | a 1'34"   |
| 4    | Daniel Navarro    | Astana          | a 3'06"   |
| 5    | Pietro Caucchioli | Crédit Agricole | a 3'27"   |
| 6    | José Rujano       | C. d'Epargne    | a 3'35"   |
| 7    | Bauke Mollema     | Rabobank        | a 3'36"   |
| 8    | Andrea Noè        | Liquigas        | a 4'10"   |
| 9    | Eros Capecchi     | Scott           | a 4'44"   |
| 10   | Jussi Veikkanen   | F. des Jeux     | a 4'53"   |

### Classifica a punti - Maglia nera
| Pos. | Corridore       | Squadra     | Punti |
| ---- | --------------- | ----------- | ----- |
| 1    | Thomas Löfkvist | Columbia    | 80    |
| 2    | Linus Gerdemann | Columbia    | 73    |
| 3    | Jussi Veikkanen | F. des Jeux | 52    |
| 4    | Gustav Larsson  | CSC-Saxo    | 50    |
| 5    | Janez Brajkovič | Astana      | 45    |

### Classifica scalatori - Maglia a pois
| Pos. | Corridore       | Squadra     | Punti |
| ---- | --------------- | ----------- | ----- |
| 1    | Daniel Musiol   | Volksbank   | 18    |
| 2    | Thomas Löfkvist | Columbia    | 14    |
| 3    | Linus Gerdemann | Columbia    | 13    |
| 4    | Dominik Roels   | Team Milram | 12    |
| 5    | Janez Brajkovič | Astana      | 11    |

### Classifica giovani - Maglia bianca
| Pos. | Corridore       | Squadra  | Tempo     |
| ---- | --------------- | -------- | --------- |
| 1    | Thomas Löfkvist | Columbia | 33h26'10" |
| 2    | Janez Brajkovič | Astana   | a 42"     |
| 3    | Daniel Navarro  | Astana   | a 2'14"   |
| 4    | Bauke Mollema   | Rabobank | a 3'04"   |
| 5    | Eros Capecchi   | Scott    | a 3'52"   |

### Classifica a squadre
| Pos. | Squadra                 | Tempo      |
| ---- | ----------------------- | ---------- |
| 1    | Scott-American Beef     | 100h24'37" |
| 2    | Astana                  | a 43"      |
| 3    | Caisse d'Epargne        | a 1'13"    |
| 4    | Liquigas                | a 1'48"    |
| 5    | Team Columbia-High Road | a 2'56"    |

## Punteggi UCI
| Pos.                 | Corridore         | Squadra         | Punti |
| -------------------- | ----------------- | --------------- | ----- |
| 1                    | Linus Gerdemann   | Columbia        | 53    |
| 2                    | Thomas Löfkvist   | Columbia        | 44    |
| 3                    | Janez Brajkovič   | Astana          | 36    |
| 4                    | Daniel Navarro    | Astana          | 30    |
| 5                    | Pietro Caucchioli | Crédit Agricole | 25    |
| 6                    | José Rujano       | C. d'Epargne    | 20    |
| 7                    | Bauke Mollema     | Rabobank        | 15    |
| 8                    | Andrea Noè        | Liquigas        | 10    |
| 9                    | Eros Capecchi     | Scott           | 5     |
| Jussi Veikkanen      | F. des Jeux       | 5               |       |
| 11                   | Gerald Ciolek     | Columbia        | 4     |
| Leonardo Bertagnolli | Liquigas          | 4               |       |
| 13                   | Brett Lancaster   | Team Milram     | 3     |
| Gustav Larsson       | CSC-Saxo          | 3               |       |
| David de la Fuente   | Scott             | 3               |       |
| Stéphane Augé        | Cofidis           | 3               |       |
| André Greipel        | Columbia          | 3               |       |
| 18                   | Tony Martin       | Columbia        | 2     |
| Rigoberto Urán       | C. d'Epargne      | 2               |       |
| Maksim Iglinskij     | Astana            | 2               |       |
| Robbie McEwen        | Silence           | 2               |       |
| Rubens Bertogliati   | Scott             | 2               |       |
| 23                   | Robert Förster    | Gerolsteiner    | 1     |
| Bert Grabsch         | Columbia          | 1               |       |
| Mauro Da Dalto       | Liquigas          | 1               |       |

| Pos. | Squadra                 | Punti |
| ---- | ----------------------- | ----- |
| 1    | Scott-American Beef     | 20    |
| 2    | Astana                  | 19    |
| 3    | Caisse d'Epargne        | 18    |
| 4    | Liquigas                | 17    |
| 5    | Team Columbia-High Road | 16    |
| 6    | Euskaltel-Euskadi       | 15    |
| 7    | Crédit Agricole         | 14    |
| 8    | Quick Step              | 13    |
| 9    | Rabobank                | 12    |
| 10   | Lampre                  | 11    |
| 11   | Team CSC-Saxo Bank      | 10    |
| 12   | AG2R Prévoyance         | 9     |
| 13   | Gerolsteiner            | 8     |
| 14   | Team Milram             | 7     |
| 15   | La Française des Jeux   | 4     |
| 16   | Silence-Lotto           | 3     |
| 17   | Cofidis                 | 2     |
| 18   | Bouygues Télécom        | 1     |

| Pos.      | Nazione     | Punti |
| --------- | ----------- | ----- |
| 1         | Germania    | 63    |
| 2         | Svezia      | 47    |
| 3         | Italia      | 45    |
| 4         | Slovenia    | 36    |
| 5         | Spagna      | 33    |
| 6         | Venezuela   | 20    |
| 7         | Paesi Bassi | 15    |
| 8         | Finlandia   | 5     |
| Australia | 5           |       |
| 10        | Francia     | 3     |
| 11        | Colombia    | 2     |
| Russia    | 2           |       |
| Svizzera  | 2           |       |